# Wettrup
Wettrup település Németországban, azon belül Alsó-Szászország tartományban. Lakosainak száma 545 fő (2023. december 31.). Wettrup Dohren, Berge, Bippen és Handrup községekkel határos.

## Népesség
A település népességének változása:
| Lakosok száma | 571  | 565  | 546  | 532  | 539  | 545  |
|               | 2016 | 2017 | 2019 | 2021 | 2022 | 2023 |